# Karl-Heinz Wildmoser

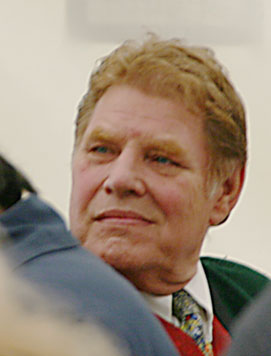
Karl-Heinz Wildmoser 2009

Karl-Heinz Wildmoser senior  (* 5. Mai 1939 in München; † 28. Juli 2010 ebenda) war ein deutscher Großgastronom und langjähriger Vereinspräsident des TSV 1860 München.

## Leben
Karl-Heinz Wildmoser wuchs in sehr einfachen Verhältnissen zusammen mit vier Geschwistern auf. Sein Vater, den er im Alter von neun Jahren verlor, verdiente sein Geld als Schuster.
In Rottach-Egern am Tegernsee machte Karl-Heinz Wildmoser eine Metzgerlehre und absolvierte anschließend die Meisterprüfung. Mit Fußball kam er erstmals in einer Jugendmannschaft der TSG Pasing in Berührung. Nach Beginn seiner Metzgerlehre in Rottach-Egern schloss er sich dem dortigen Boxklub an und brachte es hier bis zum Süddeutschen Meister im Schwergewicht.
Wildmosers Karriere als Gastronom begann 1961 als Schankwirt im Ledigenheim München. Zu seinem späteren Gastronomie-Imperium gehörten u. a. die Traditionsgaststätte Donisl am Marienplatz und der Gasthof Hinterbrühl im Münchner Stadtteil Thalkirchen. Auf dem Oktoberfest war Wildmoser seit 1981 als Wiesn-Wirt mit dem Zelt der Hühner- und Entenbraterei vertreten.
Am Morgen des 28. Juli 2010 starb Wildmoser im Alter von 71 Jahren im Klinikum rechts der Isar, in welchem ihm zwölf Tage zuvor nach einem Schwächeanfall ein gutartiger Gehirntumor entfernt worden war. Todesursache war nach Angaben der Klinik ein Herzstillstand infolge einer massiven Lungenembolie. Sein Grab befindet sich auf dem Starnberger Waldfriedhof.

### Familie
1961 heiratete Wildmoser seine Ehefrau Therese. Mit ihr hatte er zwei Kinder, seine Tochter wurde 1962 geboren, sein Sohn Heinzi 1964. Des Weiteren hatte er nichteheliche Zwillinge, die 1961 zur Welt kamen.

### 1860 München
Karl-Heinz Wildmoser war vom 17. Mai 1992 bis zu seinem Rücktritt am 15. März 2004 Präsident des TSV 1860 München. Während seiner Präsidentschaft stieg der Traditionsverein unter Trainer Werner Lorant Anfang der 1990er Jahre binnen zwei Jahren von der Bayernliga in die Fußball-Bundesliga auf. Am 14. Mai 2001 wurde ihm das Bundesverdienstkreuz verliehen. Von einem Teil der Fangemeinde wird ihm jedoch vorgeworfen, die Identität des Vereins durch den gemeinsamen Stadionbau der Allianz Arena mit dem Erzrivalen FC Bayern München verkauft zu haben. Wildmoser hat den Verein nach seinem Rücktritt in einem finanziell desolaten Zustand hinterlassen.
Im Jahr 2003 musste Wildmoser wegen Steuerhinterziehung 27.000 Euro Geldstrafe zahlen. Es ging dabei um verdeckte Gehaltszahlungen an Spieler des TSV 1860 München.

### Sonstiges
Wildmoser hatte im Jahre 2003 einen Kurzauftritt als Tierpfleger im Kinofilm Pumuckl und sein Zirkusabenteuer.

## Auszeichnungen
- 2004 Münchner-G’schichten-Preis[8]